# Udet U 10
Der Udet U 10 war ein zweisitziges Leichtflugzeug der Udet Flugzeugbau GmbH.

## Geschichte
Konstruktiv basierte die U 10 auf der Udet U 6 und war wie diese ein freitragender Tiefdecker mit einem offenen Cockpit und zwei hintereinander liegenden Sitzen. Rumpf und Tragflächen waren in Holzbauweise ausgeführt. Eine als U 10a bezeichnete Maschine wurde mit zwei Schwimmern anstelle des Fahrwerks ausgerüstet und erhielt anstelle des Siemens & Halske Sh 4 einen Sternmotor Siemens & Halske Sh 11.
Die Entwicklung des Flugzeuges begann 1924 und der Erstflug fand im selben Jahr statt. Die erste gebaute Maschine D-348 wurde 1925 der Gewinner der Klasse B beim „Deutschen Rundflug“ mit dem Piloten Carl Hochmuth an Bord.
Ein Exemplar der Maschine wurde aus verschiedenen originalen Bauteilen rekonstruiert und ist seit dem 6. Juli 2010 im Deutschen Technikmuseum Berlin zu sehen. Das Flugzeug mit dem Kennzeichen D 452  wurde 1924 gebaut und war von 1925 bis 1927 im Besitz Ernst Udets. Nach mehreren Halterwechseln verlor sich seine Spur 1929. Die beiden Tragflächen wurden 1972 im Armeemuseum der DDR wiederentdeckt und kamen in den 1990er Jahren in den Besitz des Technikmuseums. Nachdem das Museum in Argentinien einen originalen Sh-4-Motor und eine Schwarz-Luftschraube erwerben konnte, wurde Ende 2004 mit der Rekonstruktion begonnen. Der Rumpf ist eine Neuanfertigung aus wie auch beim Original verwendeten Schwarzkiefernholz mit Kaseinverleimung. Das Fahrwerk ist eine Mischung aus Originalteilen und Neuanfertigungen.

## Technische Daten

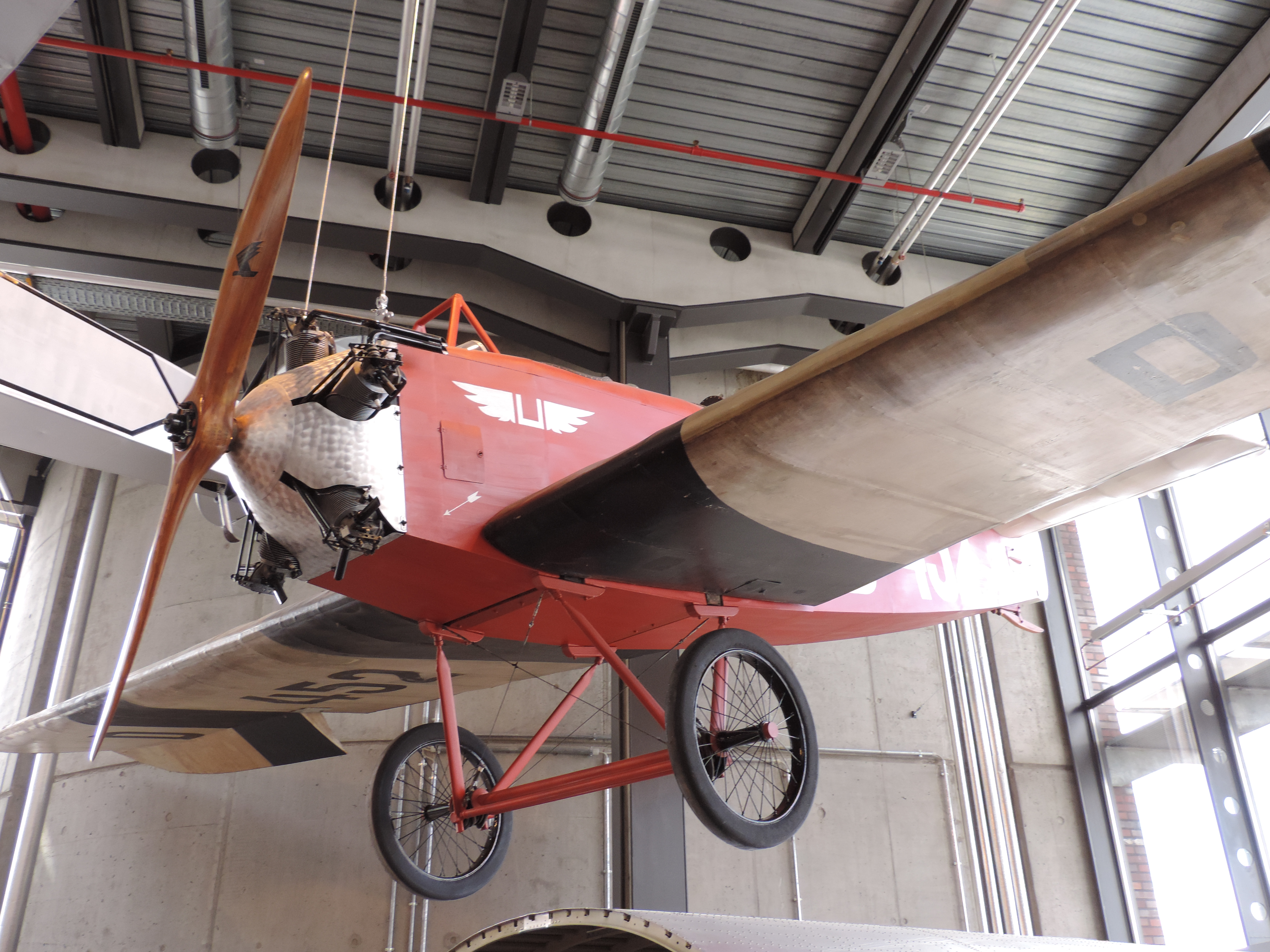
Udet U 10 im Technikmuseum Berlin

| Kenngröße             | U 10                                                     | U 10 a |
| --------------------- | -------------------------------------------------------- | --- |
| Besatzung             | 1                                                        | 1 |
| Passagiere            | 1                                                        | 1 |
| Länge                 | 5,9 m                                                    | 6,3 m |
| Spannweite            | 10,6 m                                                   | 10,6 m |
| Höhe                  | 2,26 m                                                   | 2,0 m |
| Flügelfläche          | 14 m²                                                    | 14 m² |
| Flügelstreckung       | 8,0                                                      | 8,0 |
| Flächenbelastung      | 35,7 kg/m²                                               | 40,7 kg/m² |
| Leistungsbelastung    | 9,08 kg/PS                                               | 9,5 kg/PS mit Sh 10, 7,1 kg/PS mit Sh 11 |
| Leermasse             | 320 kg                                                   | 370 kg |
| Startmasse            | 570 kg (65 kg Treibstoff, Pilot 80 kg, Nutzlast 105 kg)  | 570 (200 kg Zuladung) |
| Antrieb               | ein Fünfzylinder Siemens & Halske Sh 4 mit 55 PS (40 kW) | ein Fünfzylinder-Sternmotor Siemens & Halske Sh 10 mit 60 PS (44 kW) oder ein Siebenzylinder-Sternmotor Siemens & Halske Sh 11 mit 84 PS (62 kW) |
| Kraftstoffvolumen     | 68 l (36 l und 32 l)                                     | 68 l (36 l und 32 l) |
| Höchstgeschwindigkeit | 155 km/h                                                 | 140 km/h |
| Reisegeschwindigkeit  | 150 km/h                                                 | 135 km/h |
| Steigleistung         | auf 1000 m in 6 min                                      | |
| Dienstgipfelhöhe      | 3400 m                                                   | 3500 m |
| Reichweite            | 500 km                                                   | |